# Nils M. Franke
Nils Magnus Franke (* 1971) ist ein deutscher Umwelt- und Naturschutzhistoriker.

## Leben
Nach Leitung des Archivs der Stiftung Naturschutzgeschichte in Königswinter führt Franke seit 2005 das Wissenschaftliche Büro Leipzig. Er lehrt an den Universitäten Mainz, Geisenheim, Leipzig und Hamburg, forscht zur Geschichte des Naturschutzes und analysiert die Entwicklung von Konzepten wie Heimat, Globalisierung und Identität. Außerdem beschäftigt er sich mit der Geschichte der Pathologie in Deutschland.
Franke habilitierte 2016 an der Universität Leipzig zum Thema „Die Romantik als eine Grundlage des deutschen Naturschutzes“. Er leitet die sächsische Sektion des Bundesverbands Beruflicher Naturschutz e. V.

## Veröffentlichungen

### Monografien und digitale Autorenwerke
1. Nils Magnus Franke: „Naturschutz – Landschaft – Heimat. Romantik als eine Grundlage des Naturschutzes in Deutschland“. Springer Verlag 2017, ISBN 978-3-658-14834-8
2. Nils Franke: Zur Diskussion – die Geschichte der Pathologie in der Deutschen Demokratischen Republik : ein historischer Rückblick. Leipzig 2016. ISBN 978-3-00-053175-0
3. N. Franke: „Der Westwall in der Landschaft. Aktivitäten des Naturschutzes in der Zeit des Nationalsozialismus und seine Akteure“. Mainz 2015.[9] ISBN 978-3-00-049532-8  (Online, PDF)
4. N. Franke: 40 Jahre BUND. Die Geschichte des Bund für Umwelt und Naturschutz in Deutschland e. V. 1975–2015. Hrsg. v. Bund für Umwelt und Naturschutz in Deutschland e. V. Berlin 2015.(Online-Version, pdf, 1,15 MB)
5. N. Franke, Uwe Pfenning (Hrsg.): Kontinuitäten im Naturschutz. Zur Kontinuität von Machteliten des Naturschutzes 1945 bis 1970. Baden-Baden 2014. ISBN 978-3-8487-0556-6
6. N. Franke: Klartext gegen rechtsextreme Ökosprüche. Hrsg. v. Landeszentrale für Umweltaufklärung Rheinland-Pfalz. Mainz 2014. (1. Aufl. + 2. Aufl.)[10]
7. N. Franke: Die Geschichte des Naturschutzes in Hessen (1900–1990). Wiesbaden 2013. (Die Geschichte des Naturschutzes in Hessen, pdf 2,81 MB)
8. N. Franke (Bearb.): Naturschutz gegen Rechtsextremismus – eine Argumentationshilfe. Hrsg. v. Landeszentrale für Umweltaufklärung Rheinland-Pfalz. Mainz 2021, 6., aktualisierte Auflage. [2012] (Online, PDF)
9. N. Franke (Bearb.): Baustelle Natur. Eine multimediale Lehr- und Lerneinheit für Lehrende und Studierende. Hrsg. v. Institut für Geographie der Universität Hamburg. Hamburg 2011.
10. N. Franke (Bearb.): Die Geschichte des Waldes in Berlin. Multimediale DVD. Hrsg. v. Berliner Forsten, Senatsverwaltung für Stadtentwicklung Berlin. Berlin, 2009.
11. N. Franke: Zur Geschichte des Naturschutzes in Rheinland-Pfalz 1949–2000. Hrsg. von der Stiftung Natur und Umwelt Rheinland-Pfalz. Mainz, 2005
12. N. Franke (Hrsg.): Verstrickung: Der FDGB Leipzig im Spannungsfeld von SED und Staatssicherheit 1946 – 1989. Hrsg. von der Kreisverwaltung der ÖTV Leipzig. Leipzig, 2000
13. N. Franke: Die Geschichte des Naturschutzes in Berlin (1927–2008). (In Erscheinung)

### (Mit-)herausgegebene Bände
1. N. Franke, U. Pfenning (Hrsg.): Kontinuitäten im Naturschutz. Zur Kontinuität von Machteliten des Naturschutzes 1945 bis 1970. Stuttgart, 2014.
2. N. Franke, B. M. W. Ratter, T. Treiling: Heimat und Regionalentwicklung an Mosel, Rhein und Nahe. Empirische Studien zur regionalen Identität in Rheinland-Pfalz. (Mainzer Geographische Studien, Sonderband 5) Mainz, 2009.

### Sonstiges
1. Konzeption der Publikation: Stiftung Naturschutz Rheinland-Pfalz (Hrsg.): Biodiversität. (Schriftenreihe Denkanstöße Heft 7). Mainz, 2009.
2. CD Heimat und Landschaft. Eine Lehr-CD und Lern-CD für die gymnasiale Oberstufe. Hrsg. von der Landeszentrale für Umweltaufklärung Rheinland-Pfalz. Mainz 2007. (CD-ROM)
3. Stiftung Archiv, Forum und Museum zur Geschichte des Naturschutzes in Deutschland (Hrsg.): Naturschutz in der Geschichte. Daten, Personen, Konflikte, Institutionen. Bearb. von Nils Franke: Köln, 2002. (CD-ROM)
4. Förderverein Museum zur Geschichte des Naturschutzes in Deutschland e. V. (Hrsg.): Stiftung Naturschutzgeschichte. Rundbrief für die Mitglieder des Fördervereins Museum zur Geschichte des Naturschutzes in Deutschland e. V. Bearb. von Nils Franke. Mehrere Ausgaben: 2001–2005
5. Stiftung Archiv, Forum und Museum zur Geschichte des Naturschutzes in Deutschland (Hrsg.): Naturschutz in der Geschichte. Ein Leporello mit Daten, Fakten und Personen der Naturschutzgeschichte. Bearb. von Nils Franke: Köln, 2002